# Matvej Golovinski

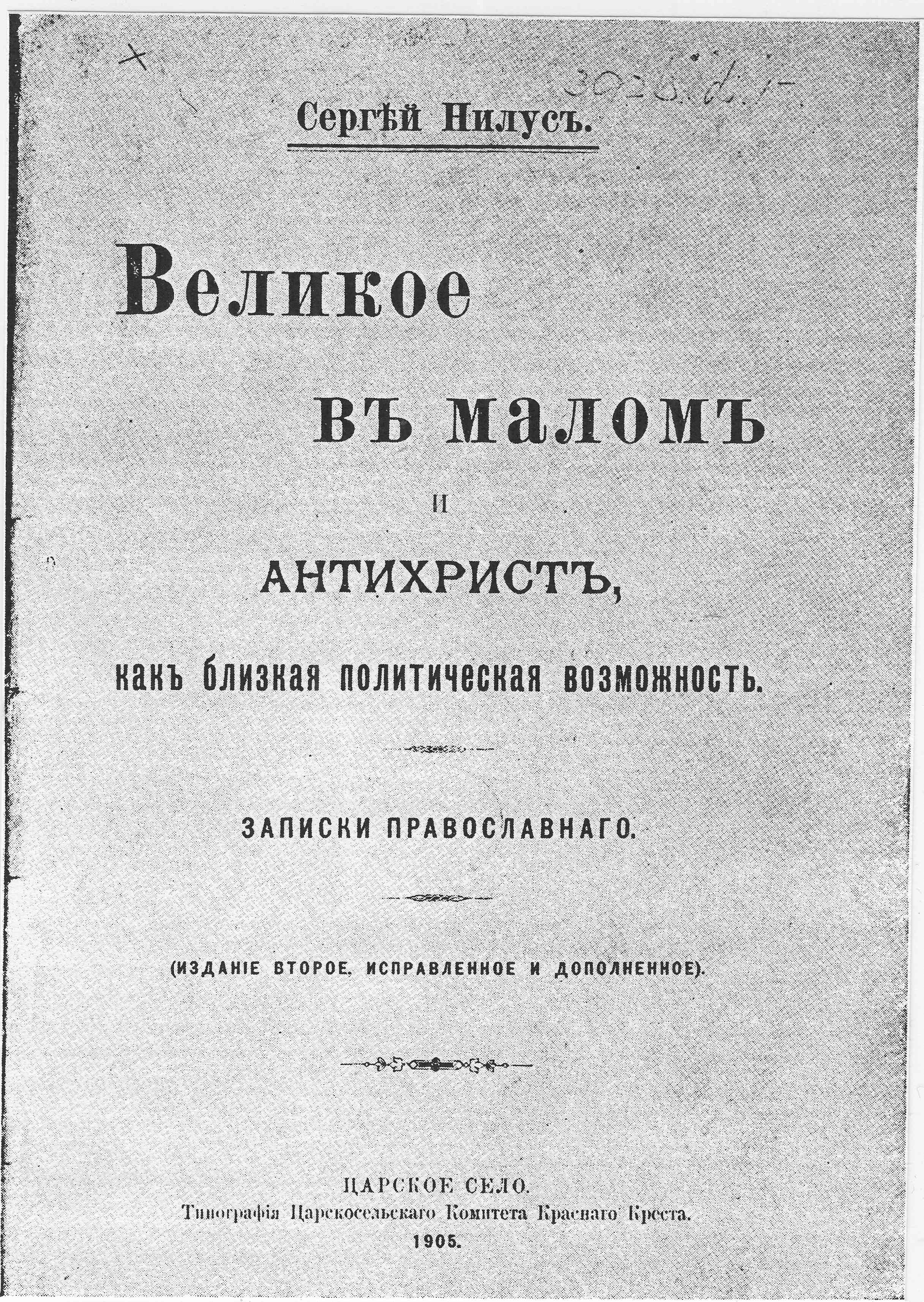

Matvej Vasiljevits Golovinski (Russisch: Матвей Васильевич Головинский, 6 maart 1865 - 1920) was een Russisch-Franse schrijver, journalist en politiek activist en vermoedelijk schrijver van de Protocollen van de Wijzen van Zion.
Wetenschappers die de Protocollen van de Wijzen van Zion bestudeerd hebben, zijn ervan overtuigd dat hij de auteur van het werk was. Deze bewering wordt versterkt door de geschriften van de moderne Russische historicus Michail Lepechin die in 1999 gesloten Franse archieven bestudeerde die in Moskou waren opgeslagen en informatie bevatten die het auteurschap van Golovinski ondersteunde.
- Gemeinsame Normdatei: 1159126127
- Nationale Bibliotheek van Letland: 000141049
- Nationale Bibliotheek van Tsjechië: js2017945287
- Système universitaire de documentation: 252546946
- Virtual International Authority File: 305087440

Deze tekst is een vertaling van de Engelstalige Wikipediapagina van .